# Коллов
Коллов (нем. Kollow) — община в Германии, в земле Шлезвиг-Гольштейн. 
Входит в состав района Герцогство Лауэнбург. Подчиняется управлению Шварценбек-Ланд.  Население составляет 632 человека (на 31 декабря 2010 года). Занимает площадь 8,21 км².